# 肝性脳症
肝性脳症（かんせいのうしょう、英語: Hepatic encephalopathy）とは、肝臓の機能低下による意識障害である。別名を肝性昏睡（かんせいこんすい、Hepatic coma）とも、また門脈体循環性脳障害とも言う。肝硬変が進行した場合や劇症肝炎などの重篤な肝障害によって引き起こされる。まれに先天性尿路回路欠損を伴うことがある。
直接の原因については不明な点が多いが、肝機能低下により血液中にタンパク質の分解生成物であるアンモニアなどが増えることにより引き起こされると考えられている。しかし、血中アンモニア濃度と症状の程度は必ずしも相関しないため、原因はアンモニアのみによるものではないことが示唆されている。アンモニア以外の原因物質としてメルカプタン、スカトール、インドール、短鎖脂肪酸、芳香族アミノ酸などが考えられている。

## 肝性脳症の昏睡度分類
| 段階 | 症状 |
| ---- | --- |
| I    | 睡眠リズムの逆転、あるいは周囲に対する無関心など。 |
| II   | 見当識の障害や、計算、書字などの障害。羽ばたき振戦(Asterixis, flapping tremor)と呼ばれる、腕を伸ばしたり手を広げたりしたときに、粗くゆっくりとした不規則な震えが起こるのが特徴。 |
| III  | ほとんど眠った状態になるが、外的刺激に対しては反応して目を覚ます。ときに譫妄状態になったり、割合すぐ感情的になり、パニックや癇癪を起こしながら声を荒らげたりし、時には暴れだす。 |
| IV   | 完全に意識を消失するが、痛みに対しては反応する。 |
| V    | すべての刺激に対して反応しなくなる。 |

## 治療法
ラクツロースなどの内服薬や、特殊アミノ酸製剤などの注射薬で血液中のアンモニア濃度を低下させる。それとともにタンパク質摂取を制限し、繊維質の豊富な食物の摂取を促す。また、血漿交換療法や吸着式血液浄化法が行われる。便秘の場合は排便が適度に行われるようにする。